# Serbisk aktion
Serbisk aktion (serbisk kyrilliska: Србска акција; latinska: Srbska akcija) är en ultranationalistisk, klerikal fascistisk, nyfascistisk och prorysk organisation som har varit aktiv i Serbien sedan år 2010. I media har organisationen även beskrivits som nynazistisk.

## Organisationen och ideologier
Serbisk aktions ideologier bygger på Dimitrije Ljotić, som var ledare ledare för Jugoslaviska folkrörelsen (ZBOR), en fascistisk, konservativ och nationalistisk organisation i forna Jugoslavien, den serbisk-ortodoxa biskopen Nikolaj Velimirović och Milan Nedić, som var regeringschef för Nazitysklands marionettregering i ockuperade Kungariket Jugoslavien.
Förutom användandet av östortodoxa kristna symboler använder de också kelterkorset, vilket gör att de dras mer till nazismen.
Å andra sidan beskriver organisationen sig själv som en ''Ortodox kristen nationell revolutionär rörelse, vars mål är att väcka det serbiska folket ur den nuvarande slöheten och den falska freden i den Nya Tidsålderns andliga träsk.''
Organisationen säger också att "Serbisk aktion inte tillhör politisk höger, varken moderat eller extrem", utan att de tillhör "Tredje positionens grupper, som pekar på nationalismens oskiljaktighet och kampen för social rättvisa, och därmed är lika långt borta från de härskande demokratiska globalisterna (oavsett om de tillhör vänstern eller högern eller mitten), såväl som vänster-, nykommunistiska och anarkistiska grupper".
Organisationen genomför många olika aktioner som sträcker sig från att ta bort antifascistisk graffiti och sprida antikommunistisk propaganda till att konstant påminna människor om vad den kroatiska armén gjorde mot serber under det kroatiska självständighetskriget.
För övrigt är Serbisk aktion emot NATO, HBTQ, feminism, invandring och abort.

## Internationella relationer
Serbisk aktion har etablerat starka internationella kontakter. Organisationen har kopplingar till den Nya högern i Rumänien, nationalistiska partiet Gyllene gryning i Grekland där de också har besökt en av partiets ledare i staden Thessaloniki och nationalistiska grupper i Polen.
År 2021 stödde Serbisk aktion en aktivitet som genomfördes den ryska paramilitära organisationen Ryska imperiska rörelsen vid den ukrainska ambassaden i Belgrad.
De var också engagerade i aktiviteter med den amerikanske nynazisten och anhängaren av vit makt, Robert Rundo, under ett besök i Serbien.

## Bilder

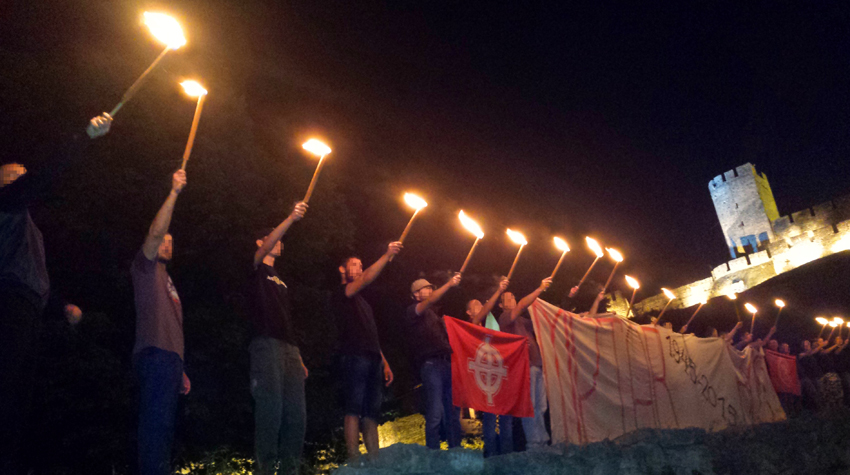
Aktivister från Serbisk aktion hedrar 70-årsdagen av Dimitrije Ljotićs död.